# 君の隣にいたいから
「君の隣にいたいから」（きみのとなりにいたいから）は、SHISHAMOの10枚目のシングル。2019年10月16日にGOOD CREATORS RECORDS / UNIVERSAL SIGMAから発売された。

## 概要
- 前作「OH！」から約6ヶ月ぶりのシングル。2024年1月現在、SHISHAMOのCDシングルの発売は本作が最後で、次作「明日はない」以降は配信限定のリリースとなっている。リリースに先駆けて、「君の隣にいたいから」は2019年8月19日[4]、「またね」は10月2日に先行配信が開始された[5]。
- 表題曲「君の隣にいたいから」は、『第86回NHK全国学校音楽コンクール中学校の部』の課題曲として書き下ろされた[6][7]。作詞・作曲を手掛けた宮崎朝子は、『学生の頃って周りと自分を比べてしまったり、人間関係で悩んでしまったりする時期だと思うんですけど、そんな中でも、「自分だけのやりたいことや“自分だけの自分”を大事にしていいんだよ」と伝えたくて作った曲』だと話している[8]。合唱用の編曲は加藤昌則が担当した。混声三部版と女声三部版がある[9]。
- 表題曲「君の隣にいたいから」は、2019年8月・9月に、NHKの音楽番組『みんなのうた』で放送された[10]。SHISHAMOの『みんなのうた』出演は、2017年2月・3月に放送された「音楽室は秘密基地」以来、2年半ぶり2回目。

## 背景
- 2018年10月8日、『第86回NHK全国学校音楽コンクール中学校の部』の課題曲の制作を、SHISHAMOが担当することが発表された[6][7]。
- 2019年2月18日にタイトルが「君の隣にいたいから」であること[11]、さらに3月5日には歌詞が発表になった[12]。
- 3月9日、NHKEテレ『発表！Nコン2019課題曲』にて楽曲が初披露された[13]。
- 8月31日放送のNHK総合『SONGS』で、全国大会出場を目指して合唱の練習をしている神奈川県川崎市の中学生をSHISHAMOの3人が訪問。スタジオでは「君の隣にいたいから」をストリングスアレンジで披露した[14]。

## 収録曲
| 全作詞・作曲: 宮崎朝子。 |                          |           |            |                    |      |
| #                        | タイトル                 | 作詞      | 作曲・編曲 | 編曲               | 時間 |
| 1.                       | 「君の隣にいたいから」   | 宮崎朝子  | 宮崎朝子   | 宮崎朝子・小林武史 | 4:55 |
| 2.                       | 「またね」               | 宮崎朝子  | 宮崎朝子   | SHISHAMO           | 3:51 |
| 3.                       | 「君の大事にしてるもの」 | 宮崎朝子  | 宮崎朝子   | SHISHAMO           | 4:59 |
| 合計時間:                | 合計時間:                | 合計時間: | 13:46      |                    |      |

## 楽曲解説
1. 君の隣にいたいから
  - 『第86回NHK全国学校音楽コンクール中学校の部』の課題曲として書き下ろされた[6][7]。宮崎は学生時代、合唱コンクールの委員会に入り、パートリーダー兼伴奏を担当するなど合唱に対して熱心に取り組んでいた。そのため、このオファーがあった時、とにかく嬉しかったと話している。宮崎が制作したたくさんの曲をメンバーやスタッフと話し合い、最終的にチームとして1曲に絞った[15]。
  - 小林武史をプロデューサーに迎えて制作され、小林は楽曲でキーボードを弾いている。四家卯大Stringsが演奏に参加している[16]。
  - 課題曲であることから中学生が自分の歌だと思って歌えるもので、かつSHISHAMOのシングル曲としてタイアップについて知らない人も満足できるものを作ることが目指された[15]。2019年9月13日に公開されたミュージック・ビデオは幅広い層に届けるため、高校生・成人・年配と3組のカップルの日常を切り取った映像に仕上がっている。「私の夜明け」以来、2度目となる林響太朗が監督を務めた[17]。千歩[18]、影山友哉[19]が出演している。
2. またね
  - 宮崎曰く、この曲の主人公は「好きだと言わないで、相手に少し後悔させようと思っている不器用な女の子」[15]。
  - 高野勲がピアノの演奏で参加している[16]。
  - サントリー『なっちゃん』とコラボレーションした短編映画が、2019年10月2日にYouTubeで公開された。この映画は「またね」の世界を映像化したもので、松本花奈が監督・脚本を手掛けた[20]。
3. 君の大事にしてるもの
  - 以前からライブで演奏されていた曲。起承転結があり、ストーリー性があるのがSHISHAMOの強みだと、この曲を踏まえて宮崎が話している。また、主人公の女の子の反骨的な面が好きで憧れると語っている[15]。
  - 2019年10月16日、監督・鈴木健太と初タッグを組んだミュージック・ビデオが公開された。ひとつの部屋をカメラが周天しながら、シームレスにカットが切り替わる映像で歌詞の世界を再現している[21]。穂志もえか、樫尾篤紀が出演している[22]。

## 収録アルバム
君の隣にいたいから
- 『SHISHAMO 6』

またね
- 『SHISHAMO 6』

君の大事にしてるもの
- 『SHISHAMO 6』
- 『恋を知っているすべてのあなたへ』(恋の痛みを知っているあなたへ)